# ألان هورن
ألان هورن مهندس بريطاني.

## النشأة والتعليم
حاصل على ماجستير في الاتصالات من جامعة إسكس في عام 1978.

## المسيرة المهنية
بدأ مشواره المهني في شركة الاتصالات البريطانية في العام 1967. ترأس مدة 22 عاما مناصبَ إدارية في مجالات تخطيط الاتصالات عن بعد وتخطيط وتطوير العمليات والأعمال وتصميم المعدات.
عمل مسئولا عن التطوير والتجهيز في شركتي فيليبس في هولندا وميتل في المملكة المتحدة.
عند تأسيس شركة إنتركونيكت في العام 1984 عمل مستشارا في معظم المجالات المتعلقة بخلق بيئة تنافسية في مجالات الاتصالات عن بعد وساعد المشغلين والمزودين على الاستفادة من هذه المتغيرات. ركز هورن - مع تزايد المنافسة في أوروبا - على مساعدة المشغلين الجدد في مجالات الربط الداخلي وتطوير الشبكات وتوزيع الكلف وتفكيك الدوائر المغلقة. أنجز مشروعاتٍ عدة في أوروبا وبعض دول الشرق الأوسط مثل: لبنان والأردن.
يقدم محاضرات بشكل منتظم في مجالات الاتصالات عن بعد والفعاليات الصناعية. ومن بين الموضوعات التي حاضر فيها: تطوير العمل والشراكات الإستراتيجية في الاتصالات عن بعد في العام 2001. كتب عددا من أوراق العمل والموضوعات ذات الاختصاص.
يتمتع بخبرة واسعة في مجال التنظيم إذ قدم الاستشارات خلال فترة عمله إلى مجالس إدارات ووزراء وجهات تنظيمية بشأن شئون وسياسات التنظيم كما يتمتع بخبرة كبيرة واهتمام بمجال حماية المستهلك إذ إنه على دراية واسعة باحتياجات المستهلكين من القطاع التجاري من خلال منصبه السابق مديرا في جمعية مديري الاتصالات في بريطانيا.
عمل أخيرا على تأسيس هيئة تنظيم الاتصالات في لبنان.
عمل مدير عام هيئة تنظيم الاتصالات في البحرين بموجب المرسوم الملكي رقم (35) من ديسمبر 2006 إلى ديسمبر 2009. هورن بصفته المدير العام هو المسؤول عن تطوير شبكة النطاق العريض التي تتوسع بسرعة في البلاد. دعت الهيئة الشركات الاستشارية لتقديم مقترحات لتصميم وبناء منصة اختبار للإنترنت واسع النطاق. من الأمور المركزية لفكرة منصة الاختبار وجود شفافية أكبر لمراقبة أداء مزودي الخدمة في البحرين. ستختبر المنصة أشياء مثل سرعة التنزيل والتحميل. قال هورن في بداية شهر مايو: «نحن نهدف إلى ضمان وصول المقيمين والشركات في المملكة إلى خدمات النطاق العريض الموثوقة استنادا إلى أفضل الممارسات الدولية لدعم النمو الاقتصادي والأهداف الاجتماعية المحددة في الرؤية الاقتصادية للبحرين لعام 2030».
ثم عمل منظم الاتصالات في هيئة منظم الاتصالات والاتصالات الراديوية في فانواتو من أكتوبر 2010 إلى ديسمبر 2012.
ثم انتقل للعمل رئيس تنفيذي لشركة برودباند بايونير من ديسمبر 2012 إلى يناير 2021.